# Those Whom the Gods Detest
Those Whom the Gods Detest ist das sechste Musikalbum der Technical-Death-Metal-Band Nile. Es erschien am 3. November 2009 bei Nuclear Blast.

## Entstehung
Das Album ist der Nachfolger zu ihrem Label-Debüt Ithyphallic aus dem Jahr 2007. Das Album wurde im Jahr 2009 in den Serpent Headed Studios, Greenville, South Carolina, bis auf die Schlagzeugspur aufgenommen. Das Schlagzeug wurde in den Mana Recording Studios in Tampa, Florida, unter der Leitung von Erik Rutan aufgenommen. Abgemischt wurde der Tonträger bei Rax Trax Recording in Chicago. Als Produzent war Neil Kernon tätig, welcher das Album ebenfalls abmischte. Gemastert wurde das Album von Alan Douches. Als Gastsänger waren bei dein Aufnahmen Chief Spires, David Merideth, Jon Vesano, Pete Hammoura und Mike Breazeale vertreten.

## Titelliste
1. Kafir – 6:50
2. Hittite Dung Incantation – 3:48
3. Utterances of the Crawling Dead – 5:09
4. Those Whom the Gods Detest – 8:06
5. 4th Arra of Dagon – 8:40
6. Permitting the Noble Dead to Descend to the Underworld – 3:31
7. Yezd Desert Ghul Ritual In The Abandoned Towers Of Silence – 2:32
8. Kem Khefa Khesef – 6:14
9. The Eye of Ra – 5:00
10. Iskander Dhul Kharnon – 6:40

Eine auf 1.000 Stück limitierte Sonderauflage, die am 9. Februar 2010 über Nuclear Blast erschien, enthielt folgende Bonuslieder:
1. Hittite Dung Incantation (Instrumentalversion) – 3:48
2. Permitting the Noble Dead to Descend to the Underworld (Instrumentalversion) – 3:32

## Musikstil und Texte
Die Band spielte auf Those Whom the Gods Detest technisch anspruchsvollen Death Metal. Die Lieder behandeln meist wie gewohnt Themen des alten Ägypten sowie die Werke von H. P. Lovecraft, wobei klanglich die akustischen und orientalischen Klänge im Vergleich zum Vorgänger weiter zurückgegangen sind. Auf dem Album hat im Vergleich zum Vorgänger Karl Sanders wieder mehr Gesangsteile übernommen, wobei aber Toler-Wade noch immer den Großteil übernahm. Der Einsatz von ägyptisch oder orientalisch klingenden Samples ist hierbei auch wie bei den Vorgängern charakteristisch. Dadurch, dass Sanders kaum noch stimmlich vertreten ist, fällt der gutturale Gesang weniger tief aus. Neben den extrem schnell gespielten Stücken, die durch das schnelle Schlagzeugspiel von George Kollias begleitet werden, sind auch schleppende Stücke wie 4th Arra of Dagon und Iskander Dhul Karnon vertreten, die sich dem Doom Metal annähern.

## Kritiken
Alexander Eitner von metalnews.de lobte das technisch anspruchsvolle Instrumentenspiel der Musiker, wobei die Band „einen Großteil der technischen Todesbleiszene im Schlaf an die Wand“ spiele. Zwar gebe es „keinen einzigen schlechten Song“ auf dem Album, jedoch hätten sich an manchen Stellen Längen eingeschlichen und es hapere an wirklich neuen Ideen. Dadurch, dass Sanders zudem weniger gesanglich zum Einsatz kam, fehle es ein wenig an Abwechslung durch Einsatz zweier Gesangsstimmen. Alle genannten Punkte seien jedoch Jammern auf hohem Niveau. Eitner vergab 5,5 von 7 möglichen Punkten. Christoph Meul von metal.de lobte ebenfalls das technisch anspruchsvolle Spiel der Instrumente, wobei es durch den Rückgang der orientalischen Klänge etwas an Abwechslung und Atmosphäre fehle. Er vergab 8 von 10 möglichen Punkten. Markus Sievers von Powermetal.de schrieb, dass das Album „das absolut bahnbrechendste und unglaublichste Stück Todesstahl des Jahres, ja dieses Jahrzehnts“ sei, sodass „NILE metallologisch den Thron des Death Metal“ bestiegen habe und vergab die Höchstwertung von 10 Punkten. Robert Müller vom Metal Hammer lobte das Spiel des Schlagzeugs, wobei sich Kollias in puncto Geschwindigkeit Behemoths Inferno „ein ganz heißes Rennen um die 2009er-Krone“ liefere. Müller bemängelte ebenfalls den Rückgang der orientalischen Einflüsse und der stimmlichen Variabilität und befand, dass es die Band besser könne. Er vergab 5 von 7 Punkten.